# Chandlodiya
Chandlodiya è una suddivisione dell'India, classificata come municipality, di 56.135 abitanti, situata nel distretto di Ahmedabad, nello stato federato del Gujarat. In base al numero di abitanti la città rientra nella classe II (da 50.000 a 99.999 persone).

## Geografia fisica
La città è situata a 23° 05' 46 N e 72° 32' 17 E.

## Società

### Evoluzione demografica
Al censimento del 2001 la popolazione di Chandlodiya assommava a 56.135 persone, delle quali 30.055 maschi e 26.080 femmine. I bambini di età inferiore o uguale ai sei anni assommavano a 6.559, dei quali 3.670 maschi e 2.889 femmine. Infine, coloro che erano in grado di saper almeno leggere e scrivere erano 41.537, dei quali 23.877 maschi e 17.660 femmine.